# Lusitano (cavallo)
Il Lusitano, il cui nome deriva dalla Lusitania, attuale Portogallo, è il cavallo simbolo di questa nazione.
Di origine antica, il Lusitano è stato allevato per essere utilizzato in guerra e nelle corride; tuttavia la razza è stata riconosciuta solo nel 1960 ed è stata inclusa, con la razza del cavallo Andaluso, tra quelle iberiche. Oggi questo cavallo è utilizzato in diverse competizioni quali la corrida, il Dressage e l'Alta Scuola. È usato anche per traino leggero, per uso militare e in manifestazioni ufficiali. Tra gli usi minori ci sono quello ricreativo, la caccia, le prove a distanza e l'uso come riproduttore e miglioratore di altre razze equine affini.
È un cavallo dal temperamento energico, docile e coraggioso, con notevole equilibrio psicofisico, velocità ed agilità.

## Aspetti morfologici
- Tipo: meso-dolicomorfo
- Altezza al garrese: 152 – 162 cm
- Peso: 500–550 kg
- Testa: tendente al piccolo e sottile con profilo fronto-nasale rettilineo, a volte montonino, con ganasce robuste. Le orecchie sono piccole appuntite e distanziate, gli occhi grandi, leggermente ovali, scuri ed espressivi.
- Collo: di lunghezza proporzionata si presenta arcuato e piuttosto possente inserendosi omogeneamente nelle spalle.
- Tronco: il garrese è pronunciato e asciutto ma non ben staccato, confondendosi verso l’alto nel collo. La spalla è muscolosa e giustamente inclinata. Il torace è di circonferenza ampia, compatto e profondo. La linea dorso-lombare è breve e dritta, con groppa arrotondata ed alta.
- Coda e criniera: l’attaccatura della coda è bassa. La coda è ondulata, folta e lunga come la criniera.
- Arti: sono molto solidi e ben muscolati, con articolazioni larghe e piatte. Braccio, coscia e stinchi sono lunghi. Gli appiombi sono corretti e i tendini ben staccati e forti. I piedi sono di giuste proporzioni.
- Mantello: generalmente è grigio, ma può presentarsi anche baio scuro o sauro; sempre più diffusi negli ultimi anni l'isabella, il cremello e il palomino.

## Storia

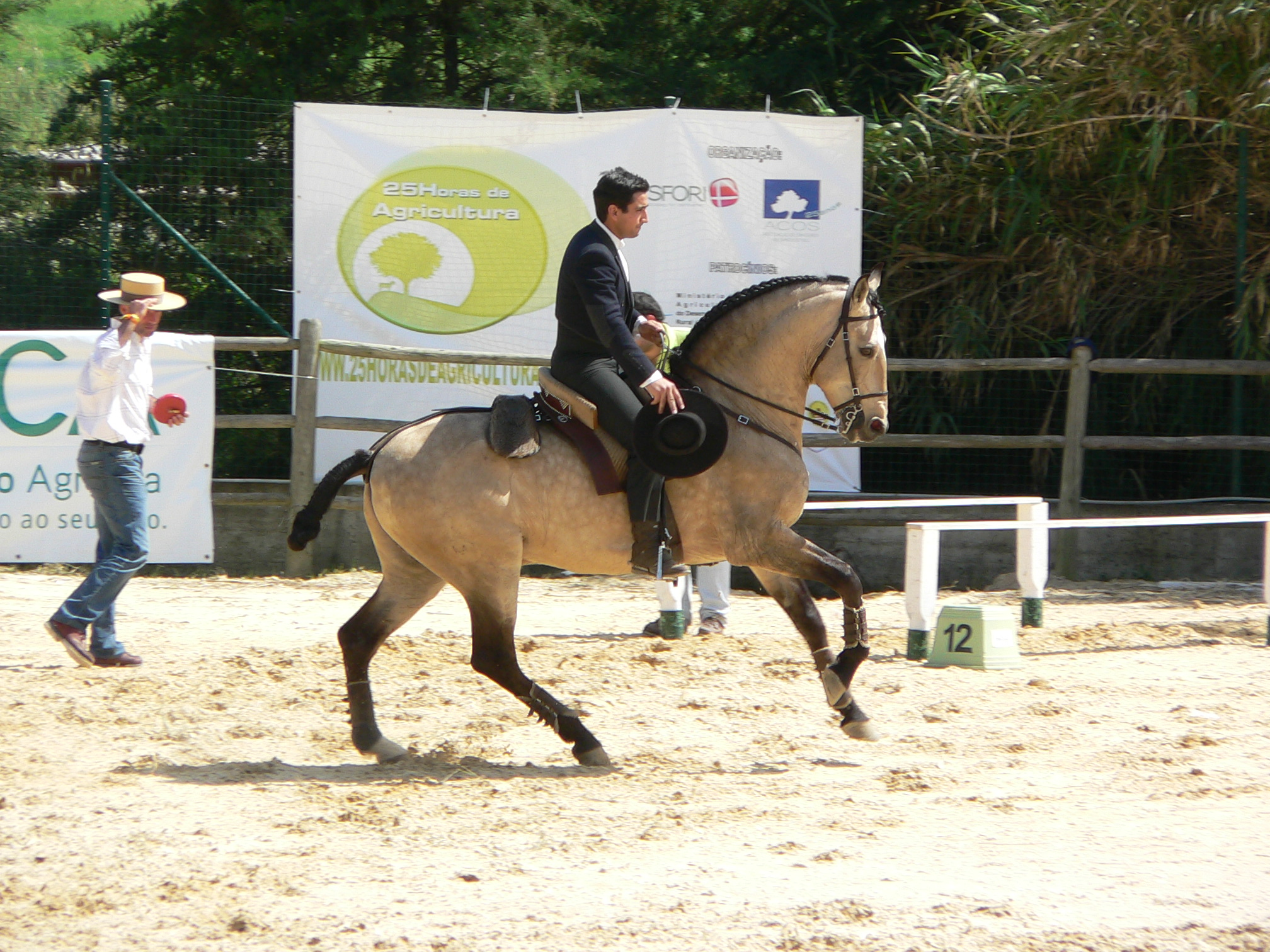
Lusitano color Isabella

È la razza più antica originaria del Portogallo. Si pensa sia derivata dal cavallo Andaluso, con influenze di sangue dei cavalli berberi che arrivarono dalla penisola iberica con i Mori. Dalla selezione che è avvenuta in questi anni si è creata questa nuova razza armoniosa e veloce, nonostante la sua taglia.
I primi esemplari furono utilizzati per il traino leggero, per uso militare, nei lavori agricoli e per partecipare alle corride.
Nel Medioevo questo cavallo cooperò fortemente alla crescita delle tecniche di guerra sul campo di battaglia, grazie alla sua particolare forza ed agilità. In tutta Europa sia l’allevamento che l’addestramento di questa specie fu di grande interesse da parte delle classi nobili.
Il Lusitano era la razza favorita dal grande maestro Nuno Oliveira, cavaliere dalle strabilianti doti, che riusciva a coordinare i movimenti del cavallo tanto da convertirli in Alta Scuola, portandoli ai confini con l’arte.
In Portogallo questa razza viene utilizzata in particolari manifestazioni tra cui la “Festa Nazionale del Cavallo” che si tiene dal 1972 a Golega, Città del Cavallo, o le “touradas” e “romerias”. Nelle prime il Lusitano fronteggia il toro con estrema agilità ed eleganza, mentre le seconde sono processioni a cavallo che ancora oggi riscuotono moltissimo successo.

## Utilizzo

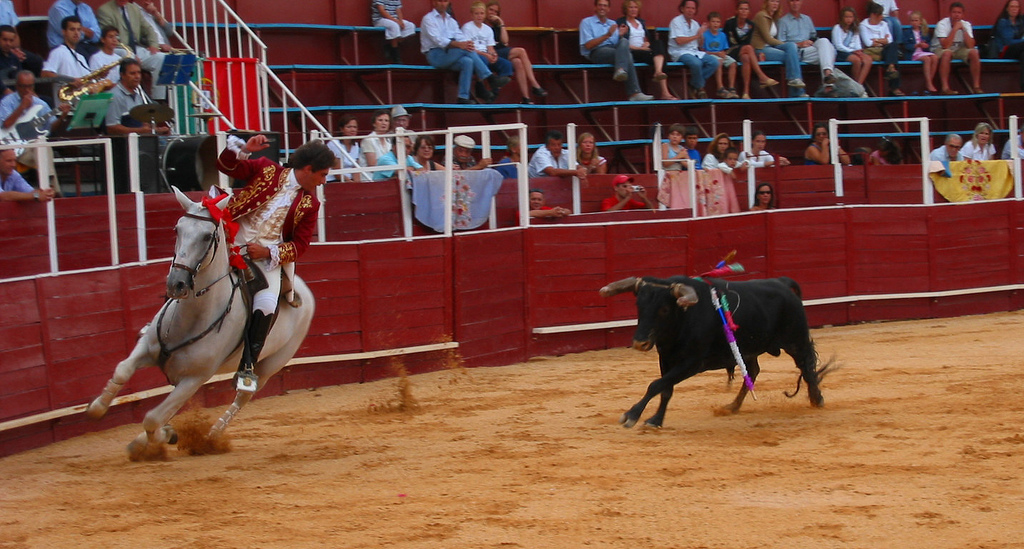
Corrida portoghese

Il cavallo Lusitano è uno dei simboli del Portogallo ed è ancora oggi esportato in tutto il mondo, frutto di generazioni di cavalieri molto abili. Essendo di carattere paziente, generoso e collaborativo e allo stesso tempo coraggioso e molto equilibrato, viene utilizzato tuttora per svolgere differenti discipline equestri.

### Corrida
Il Lusitano viene utilizzato nella Corrida portoghese dove affronta il toro. Un’occasione da non perdere per ammirarne l’eleganza è lo spettacolo dell’Alta Scuola Portoghese (Escola Portuguesa) di Arte Equestre nel Palazzo Nazionale di Queluz (vicino a Lisbona).
Durante la corrida, prima che il toro faccia il suo ingresso, alcuni esemplari si esibiscono in passi di Alta Scuola. Gli esemplari più coraggiosi, agili e rapidi, particolarmente adatti a combattere col toro (che non viene ucciso) vengono successivamente introdotti nel corso della vera e propria competizione.

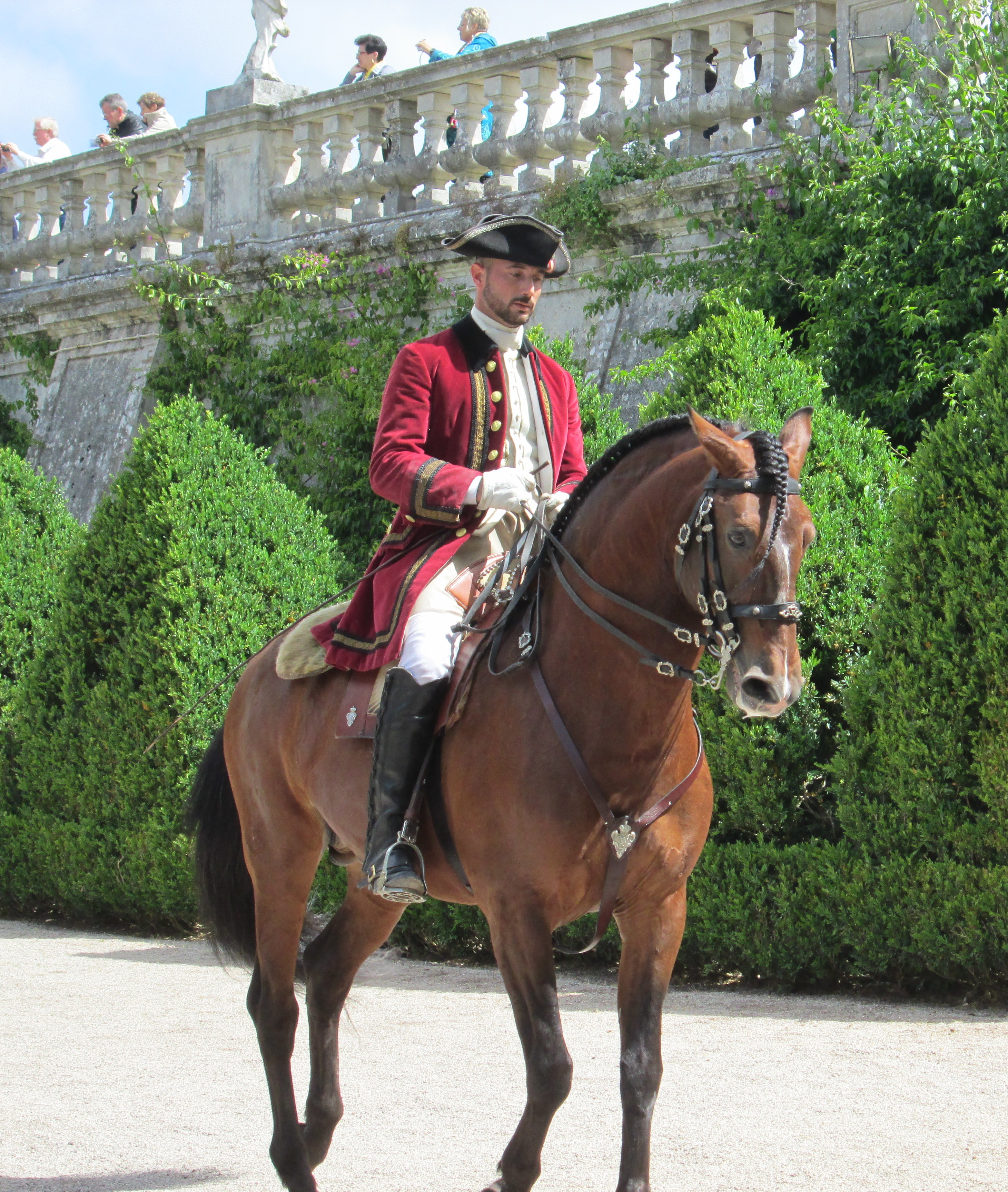
Escola Portuguesa

### Alta Scuola e Dressage
Il temperamento del Lusitano lo rende ideale per realizzare i movimenti tipici dell’Alta Scuola. Molto caratteristica è la riproduzione di figure d’Alta Scuola Classica (Escola Portuguesa) con abiti settecenteschi.
Costruito per essere leggero sul treno anteriore in modo da facilitare i movimenti e le figure di Dressage e Alta Scuola è in grado di dimostrare tutta la potenza e agilità delle sue zampe posteriori. Produce egregiamente movimenti particolari quali fermate, levade e piroette.

### Uso militare
Selezionato come cavallo di razza e da combattimento durante i secoli. È stata la razza ufficiale della cavalleria Portoghese. Ancora oggi esistono reparti militari montati su questi cavalli in circostanze ufficiali. È utilizzato anche come cavallo da esibizione in manifestazioni popolari Portoghesi.

### Altro
Le sue peculiari caratteristiche gli permettono di gareggiare in un grande numero di attività sportive moderne.
È molto ricercato come riproduttore per le sue qualità genetiche e cavallo da compagnia grazie al suo carattere docile. Il purosangue Lusitano è un animale raro: si stima una popolazione di circa ventimila capi in tutto il mondo, metà dei quali in Portogallo.